# Barbara Lierheimer
Barbara Lierheimer
Barbara Lierheimer (morte le 23 juillet 1590 à Nördlingen) est une bavaroise accusée de sorcellerie, morte sous la torture puis brûlée à Nördlingen.

## Chasse aux sorcières
Barbara Lierheimer se déplace de Kirchheim am Ries à Nördlingen. Là, on l'appelle également Kirchheimerin. Dans la cité impériale de Nördlingen, elle exerce en tant que sage-femme. Elle a un fils, qui est pasteur luthérien.
Au cours des procès de sorcellerie de Nördlingen, Maria Marb est arrêtée. Lors de l'interrogatoire, elle accuse plusieurs femmes de sorcellerie, dont Maria Holl et Barbara Lierheimer. Alors que de premiers rumeurs sur sa prétendue sorcellerie circulent, son fils la pousse à quitter la ville. Lierheimer reste néanmoins en ville, car elle se fie à sa bonne conscience et à sa bonne réputation de sage-femme.
Le 1er juin 1590, Lierheimer est arrêtée, avec Katharina Keßler, Rebekka Lemp, Barbara Wörlin, Margaretha Hummel et Margarethe Frickinger. Leurs compagnes de souffrance sont ensuite toutes brûlées pour sorcellerie. Lierheimer est également accusée de sorcellerie et subit la torture.
Le bourreau de Nördlingen éprouve des réserves envers la sage-femme Lierheimer, car elle n'assiste pas sa femme pendant l'accouchement. Lierheimer se défend contre ce reproche en invoquant un conflit d'agenda, affirmant avoir déjà promis son aide à la femme du pasteur de l'hôpital de Nördlingen. Le bourreau estime quant à lui que Lierheimer ne veut pas aider, car le contact avec les bourreaux et leurs proches est déshonorant.
Le 9 juillet, Lierheimer réfute le délire de sorcellerie par la déclaration suivante : « il ne peut pas être que le Mal puisse dominer l'homme ».
Lors d'un interrogatoire humiliant, Lierheimer avoue de plus en plus de crimes effroyables. Elle affirme rencontrer le Diable sous la forme d'un moine catholique. Un banquet chez une amie se transforme lors de l'interrogatoire en un événement cannibale, au cours duquel un pied d'enfant frit se trouve sur la table. Elle affirme lors de l'interrogatoire assassiner son mari sur ordre du Diable après une danse. Lorsque son inventivité s'épuise, elle subit à nouveau la torture. Lors du huitième interrogatoire, elle rétracte ses déclarations, après quoi le bourreau est appelé. Avant même que le bourreau n'arrive, elle confirme de nouveau ses aveux. Même lorsqu'elle se montre « coupable », elle insiste sur son honneur professionnel en tant que sage-femme et nie avoir causé du tort à un enfant dont elle accompagne la naissance.
Lierheimer meurt encore en prison sous la torture. Le 23 juillet 1590, son corps est brûlé.